# 부여 호암사지
부여 호암사지(扶餘 虎岩寺址)는 대한민국 충청남도 부여군 규암면에 있는 백제의 절터이다. 1982년 8월 3일 충청남도의 기념물 제32호로 지정되었다.

## 개요
호암사는 백제 때 지어진 절이라 하나 언제, 누구에 의해 지어졌는지는 알 수가 없고 절 옆의 바위에 호랑이 발자국이 남아있어 호암사라 불린다.
절터는 민가가 들어서 정확한 옛 모습을 알 수 없고, 현재 존재하는 호암사는 최근에 지은 사찰로 법당을 비롯하여 요사채, 산신각 등이 있다.
호암사터는 백제의 많은 절터 중에서 그 이름과 유래를 알 수 있는 중요한 유적이다.

## 참고 자료
- 호암사지 - 국가유산청 국가유산포털